# Honos

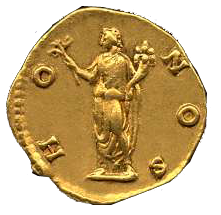

În mitologia romană, Honos erau zeul cavalerismului, al onoarei și al justiției militare. El era reprezentat în artă cu o lance și un corn al abundenței (latină Cornu Copiae). Honos era uneori identificat cu zeitatea Virtus. 

## Templul lui Honos
Un templu roman dedicat lui Honos a fost construit pe 17 iulie 234 î.Hr. de către Quintus Fabius Maximus, după războiul cu poporul Ligures lângă Porta Capena din Roma.